# Avonddikbek
De avonddikbek (Hesperiphona vespertina synoniem: Coccothraustes vespertinus) is een zangvogel uit de familie van vinkachtigen (Fringillidae).

## Kenmerken
De avonddikbek is 18,5 cm lang. De volwassen vogels hebben een korte zwarte staart, zwarte vleugels en een grote, bleke snavel. De volwassen mannetjes hebben een geel voorhoofd en lichaam; zijn kop is bruin en er is een grote witte vlek op de vleugel. Het volwassen vrouwtje is voornamelijk olijfbruin, grijzer aan de onderkant en met eveneens witte vlekken op de vleugels. 

## Leefwijze
De vogels voeden zich in bomen en struiken en soms op de grond. Ze eten voornamelijk zaden, bessen en insecten. Buiten het broedseizoen eten ze vaak in koppels. Soms slikken ze fijn grind.

## Verspreiding en leefgebied
Deze soort komt voor in de naaldbossen in Noord-Amerika en overwintert in meer zuidelijke delen van de VS en telt drie ondersoorten:
- H. v. vespertina: centraal en oostelijk Canada en de noordoostelijke Verenigde Staten.
- H. v. brooksi: westelijk Canada en de noordwestelijke Verenigde Staten.
- H. v. montana: van de zuidwestelijke Verenigde Staten tot zuidwestelijk Mexico.

## Status
Sinds 1920 heeft de vogel zijn broedgebied uitgebreid, daarom werd de vogel tot 2016 als niet bedreigd (voor uitsterven) beschouwd. Echter, sinds de eeuwwisseling is sprake van een achteruitgang in aantallen. De oorzaken daarvan zijn niet precies duidelijk. Sinds 2018 is de vogel als kwetsbaar op de internationale rode lijst van de IUCN geplaatst.

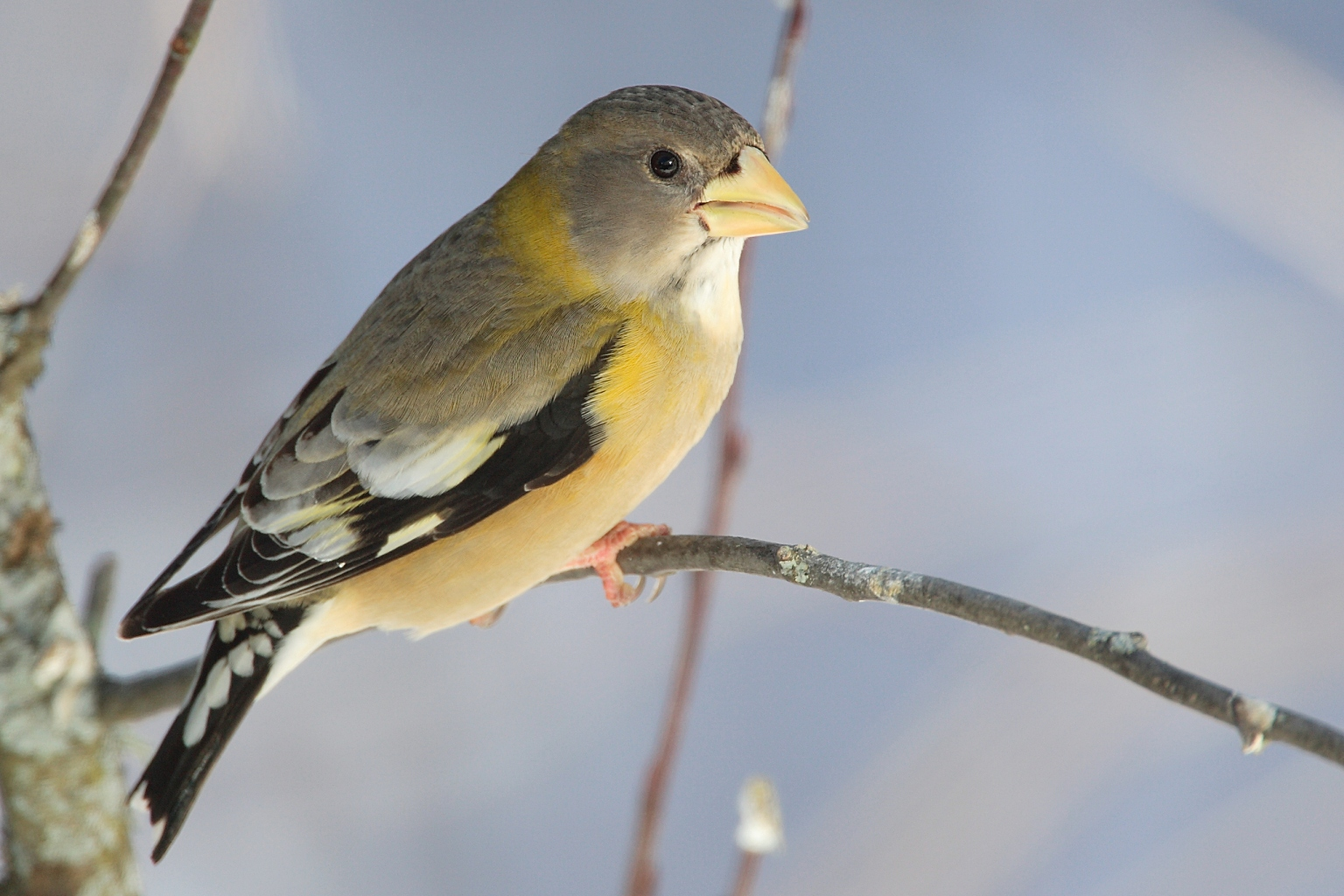
Een vrouwelijke avonddikbek in Algonquin Provincial Park, Canada
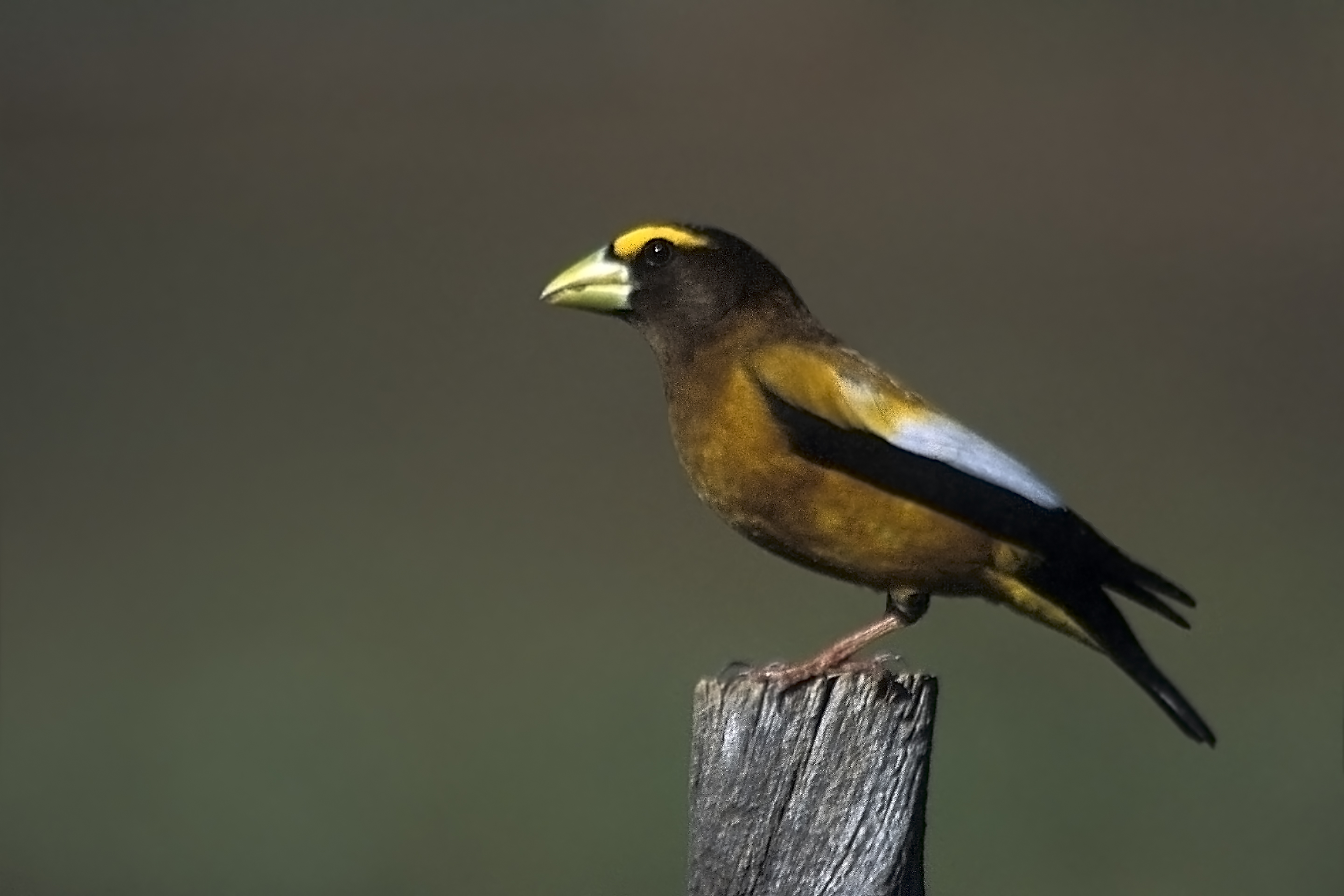
Een mannelijke avonddikbek in Truchas
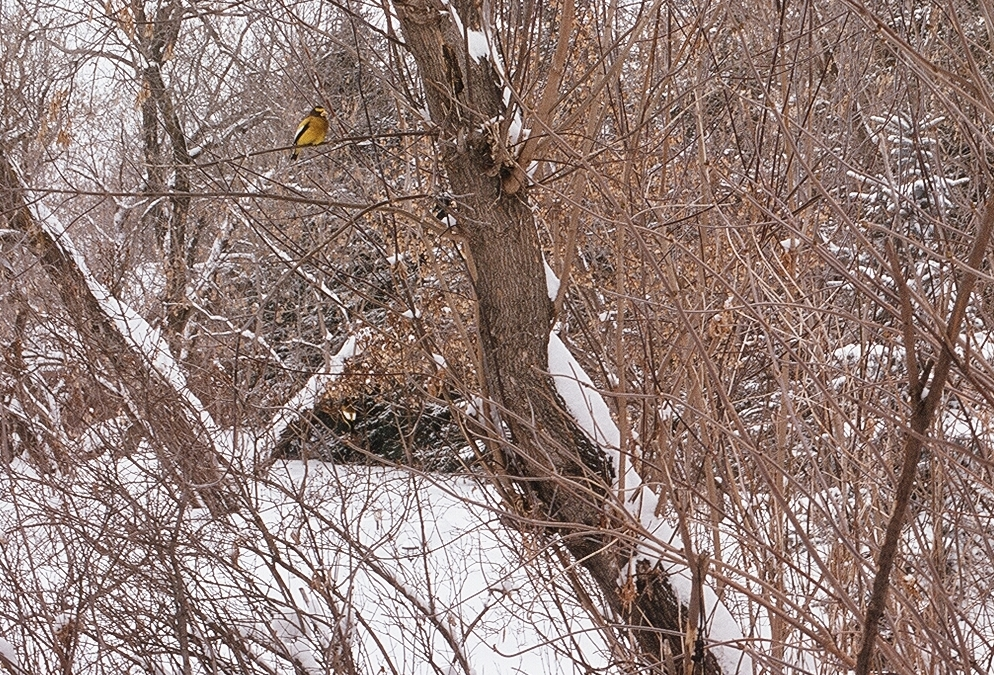